# Římskokatolická farnost Stěbořice
Římskokatolická farnost Stěbořice je územní společenství římských katolíků s farním kostelem Narození Panny Marie ve Stěbořicích.

## Kostely a kaple na území farnosti
- Kostel Narození Panny Marie ve Stěbořicích
- Kaple svaté Anny v Jamnici
- Kaple Krista Krále v Jezdkovicích
- Kaple Nejsvětější Trojice v Novém Dvoře
- Kaple svatého Jana Křtitele ve Zlatníkách

## Duchovní správci
- 1357–1358	Rudolf
- 1450		Petr Gloria
- 1478		Mikuláš Fabri
- 1480–1481 Jan
- 1537–1541 Jan Kačinos
- 1544–1545 Matěj
- 1589 Jan Klosius (Klösek) - evangelík
- 1591–1597 Adrián Palyngerius - evangelík
- 1597?–1617? Melichar Dillanus (Delung) - evangelík
- 1641 Jan Modius
- 1641–1644 Matyáš Kremser
- 1644–1664 Fridrich Sagan
- 1664–1696 Kryštof František Arnošt Nohalczyk († 1696)
- 1696–1705 Jiří Doležal
- 1705–1733 František Dinter († 1755)
- 1733–1739 Šimon Tadeáš Grossinger († 1739)
- 1739–1756 Jan Seldenreich († 1764)
- 1756–1775 Tomáš Sarcander Slaný († 1775)
- 1775–1784 Pavel Proksch († 1784)
- 1784–1796 František Schmach († 1796)
- 1797–1800 Jan Lindner († 1806)
- 1801–1810 Antonín Ulrich († 1810)
- 1810–1821 Jan Krautwurst († 1823)
- 1821–1852 František Holec († 1852)
- 1844–1850 Tomáš Coufal (administrátor, † 1877)
- 1850–1877 Ludvík Ochrana († 1877)
- 1877–1912 Jan Gela († 1914)
- 1912–1943 Václav Frydrych († 1943)
- 1945–1994 Martin Neduchal († 1995)
- 1994–2002 administrováno z farnosti Panny Marie Opava (administrátor excurrendo Josef Veselý)
- 2002–2008 Martin David
- 2008–2013 Josef Motyka († 24. června 2013)[1]
- 2013– Klement Rečlo